# Branchiosyllis verruculosa
Branchiosyllis verruculosa är en ringmaskart som först beskrevs av Augener 1913.  Branchiosyllis verruculosa ingår i släktet Branchiosyllis och familjen Syllidae. Inga underarter finns listade i Catalogue of Life.